# Ústav fotoniky a elektroniky Akademie věd České republiky
Ústav fotoniky a elektroniky AV ČR, v. v. i. (ÚFE), je veřejná výzkumná instituce patřící do systému pracovišť Akademie věd České republiky.

## Zaměření
ÚFE provádí základní a aplikovaný výzkum v oblasti fotoniky, optoelektroniky a elektroniky. ÚFE přispívá k rozvoji poznání v těchto oblastech a vytváří širokou bázi znalostí, jako základ pro vývoj nových špičkových technologií. V oblasti fotoniky se ÚFE věnuje výzkumu a vývoji nových optických biosenzorů, výkonových vláknových laserů, generátorů koherentního záření ve střední IČ oblasti a speciálních optických vláken. V oblasti optoelektroniky se ÚFE věnuje studiu elektronických a optických jevů na povrchu a rozhraní nanomateriálů vyvolané dopadem fotonů, iontů, elektronů a adsorpcí atomů a molekul za účelem jejich využití v senzorech, nových zdrojích světelného záření a pokročilých analytických metodách. Studium elektrodynamických vlastností biologických systémů a vývoj detekčních systémů pro tyto účely představují nejdůležitější výzkumné aktivity v oblasti elektroniky (s přesahem do fotoniky). ÚFE rovněž provozuje a rozvíjí laboratoř Státního etalonu času a frekvence.

## Historie
Ústav byl zřízen usnesením IX. schůze prezidia Československé akademie věd (ČSAV) ze dne 28. května 1954 s účinností od 1. října 1954 s názvem Ústav teoretické radiotechniky (ÚTR). Přípravné kroky vedl Sergej Djaďkov, přední osobnost československého elektronického výzkumu, který se stal i prvním ředitelem. Spolu s ním přišli do ústavu odborníci z průmyslového výzkumu stabilních oscilátorů a statistických metod v radiotechnice a řada významných osobností z oblastí teorie obvodů, přesného měření času a šíření elektromagnetických vln. Usnesením X. schůze prezidia ČSAV ze dne 3. června 1955 s účinností od 1. ledna 1956 došlo k přejmenování na Ústav radiotechniky a elektroniky (ÚRE) a ústav pod tímto názvem působil až do konce roku 2006.
Již od počátku své činnosti ústav dosahoval výrazných úspěchů. K těm patřilo změření Dopplerova efektu u prvního sovětského sputniku (družice) v roce 1957. Tato měření byla provedena ve skupině Jiřího Tolmana, který byl vůdčí světovou osobností ve výzkumu generování a měření přesné frekvence a času. Další úspěch přišel na světové výstavě EXPO 1958 v Bruselu, kde ústav získal zlaté medaile za samočinný počítač na principu pravděpodobnosti a přístroj pro rezonanční transformaci signálů.
Počátkem šedesátých let Jiří Tolman inicioval v ústavu výzkum v kvantové elektronice. Ten se zprvu zaměřil na studium paramagnetických látek a na výzkum čpavkového MASERu. Skupina vedená Viktorem Trkalem spustila první československý maser 26. března 1963. Byla to průlomová událost v oboru kvantové elektroniky a laserové fyziky v Československu. (Tento maser lze vidět ve stálé expozici Národního technického muzea.) Brzy poté, začátkem května 1963, následovalo spuštění rubínového LASERu Janem Blablou. Tímto laserem provedl v roce 1964 přímo v prostorách laboratoří ústavu MUDr. Jan John (Fakultní nemocnice Bulovka) první oční laserovou operaci v Československu. Bylo vyrobeno několik oftalmokoagulátorů a předáno očním klinikám v Praze, Mostě a Bratislavě.
Úsilí věnované přesnému času a frekvenci přineslo světově uznávané a využívané výsledky. Především metoda časového transferu s pomocí synchronizačních impulzů televizního vysílání, kterou navrhl Jiří Tolman, byla celosvětově používána až do relativně nedávné doby. V 90. letech postupně přebíraly její funkci systémy GPS.
Velmi užitečným nástrojem pro diagnostiku polovodičových materiálů se stala metoda SIMS (Secondary Ions Mass Spectroscopy), implementovaná v ústavu v roce 1974. Zvláštního mezinárodního uznání dosáhl Zdeněk Šroubek svým příspěvkem k porozumění procesů přenosu povrchového náboje.
Koncem šedesátých a začátkem sedmdesátých let byla v URE vyvinuta příprava červených a zelených LED z GaP epitaxním růstem z kapalné fáze, které měly nejvyšší účinnost přeměny elektrického proudu na světlo v celém východním bloku. Technologie byla předána do Tesly Vrchlabí. Práce ve výzkumu přípravy viditelných LED byly oceněny cenou AV ČR.
V 70. letech byla vyvinuta příprava výkonných IČ emisních diod z GaAs:Si a zlepšené varianty s tzv. optickým oknem emitující 10-20 mW při 100 mA v oboru vlnových délek 920 až 970 nm. Technologie jejich přípravy byla předána do Tesly Blatná. Tyto práce byly v roce 1979 oceněny jako nejvýznamnější průmyslová aplikace výsledku výzkumu v AV. V 70. letech byly také úspěšně připraveny monokrystalické vrstvy GaN a mezi prvními na světě byly připraveny monokrystalické vrstvy GaAlN na safíru. Tyto materiály jsou v současné době používány k přípravě nejúčinnějších zdrojů viditelného záření a nahrazují žárovky.
Od počátku osmdesátých let byl řešen úkol vývoje polovodičových laserů pro optické komunikace v ČSSR. Spojeným úsilím tří vědeckých oddělení se postupně podařilo připravit GaAlAs/GaAs lasery pracující v kontinuálním režimu při pokojové teplotě (J. Novotný), bezdislokační podložky GaAs nutné k přípravě těchto laserů s dlouhou životností (F. Moravec) a nízkoprahové lasery GaInAsP/InP pro celou oblast vlnových délek od 1,1 μm do 1.67μm. V komunikačním pásmu 1,3 μm a 1,55 μm byly dosaženy hodnoty prahového proudu kontinuální laserové generace při pokojové teplotě 11 a 14 mA (D.Nohavica). Práce byly v roce 1989 navrženy na udělení Státní ceny.
V 80. letech pak spojené úsilí ÚRE a Ústavu chemie skelných a keramických materiálů ČSAV vyústilo v ucelenou metodickou a technologickou základnu pro optické vláknové komunikace v Československu.

## Současnost
Hlavní aktivitou ÚFE je základní a aplikovaný výzkum, doplňovaný metrologií, publikační činností a výukou. Hlavními oblastmi výzkumu jsou fotonika, optoelektronika a elektronika. V těchto oblastech ÚFE rozvíjí vědeckou úroveň znalostí a zabývá se rovněž vývojem nových špičkových technologií. Jako uznání vysoké kvality výzkumu metrologie frekvence a času, bylo ÚFE pověřeno odpovědností za Státní etalon času a frekvence. Vzdělávání v oblastech výzkumu ÚFE je nedílnou součástí poslání ústavu. ÚFE je zapojeno jak do vysokoškolského tak postgraduálního studia a díky spolupráci s univerzitami přispívá ke kvalitě vzdělávání jak v tradičních tak v nově vznikajících vědních oborech.

## Vědecké výzkumné týmy

### Optické biosenzory

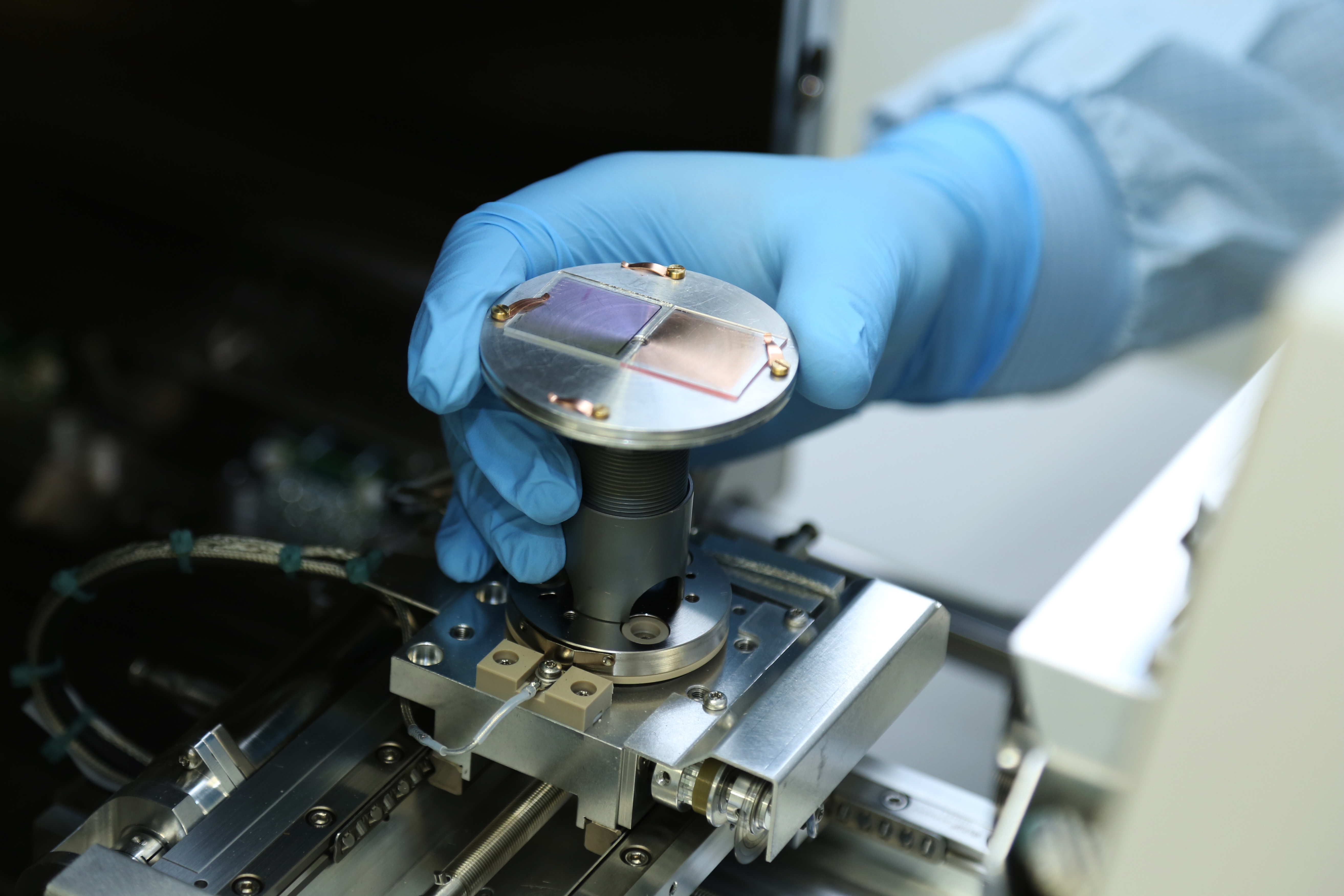
Snímek optického biosenzoru

Cílem výzkumného týmu je vytvořit rozsáhlou bázi poznatků v oblasti fyziky, chemie a biologie, které umožní vyvinout nové biosenzorové technologie využitelné pro studium a kvantifikaci chemických a biologických látek. Tento multidisciplinární výzkum zahrnuje široké spektrum aktivit - od výzkumu fotonických a plasmonických (nano)struktur a funkčních biomolekulárních souborů, přes vývoj optických měřících metod a systémů, až po jejich využití pro studium biomolekulárních interakcí a detekci chemických a biologických látek v oblastech jako jsou lékařská diagnostika, kontrola jakosti potravin nebo monitorování životního prostředí.

### Vláknové lasery a nelineární optika
Výzkumný tým provádí výzkum zaměřený na výkonové vláknové lasery a jejich využití v materiálovém průmyslu, medicíně a nelineární optice. Studuje mechanismy kombinování laserových svazků, generování a zesilování pulzů, přenos světla a jeho interakci s materiály. V oblasti nelineární optiky je hlavní pozornost věnována využití výkonových vláknových laserů pro čerpání generátorů záření ve střední infračervené oblasti s využitím v laserové spektroskopii. Ve svých aktivitách navazujeme na dlouholeté zkušenosti v oblasti pokročilých optických komunikačních systémů.

### Příprava a charakterizace nanomateriálů
Výzkumný tým se zaměřuje na studium elektronických a optických jevů na povrchu a rozhraní nanomateriálů vyvolané dopadem fotonů, iontů, elektronů a adsorpcí plynů za účelem jejich využití pro senzorické aplikace, jako zdrojů světelného záření a pro vylepšení nanodiagnostických schopností analytických metod.

### Bioelektrodynamika
Dlouhodobou misí týmu je výzkum nových elektrodynamických a elektronických terapeutických a diagnostických metod v biotechnologii a medicíně. K naplňování mise vyvíjí výpočetní postupy a nanotechnologií umožněné experimentální metody k analýze aktivních a pasivních elektromagnetických vlastností biomateriálů od úrovně molekulární po tkáňovou. Konkrétně vyvíjí vysokofrekvenční planární senzory a čipy pro elektromagnetickou analýzu a manipulaci biomolekulárních nanostruktur a buněk. Prioritou zájmu jsou proteinové nanostruktury se zaměřením na buněčná vlákna – mikrotubuly - z důvodu jejich zásadní biologické role v buněčném dělení a pohyblivosti a medicinské relevanci v léčebních postupech u nádorových onemocnění. Dále zkoumá endogenní luminiscenci z organismů a její využití v neinvasivní diagnostice v biomedicíně. Aktivity týmu pokrývají experimentální a teoretickou činnost společně s vývojem specializovaného experimentálního vybavení.

### Nano-optika
Výzkum nového týmu Nano-optiky se zaměřuje na získávání nových poznatků o interakci světla s hmotou na nanoskopické úrovni pod hranicí difrakčního limitu světla a vývoji nových experimentálních metod k řešení aktuálních otázek v biologii, biofyzice a chemii. K tomu využíváme celou řadu experimentálních metod, převážně zaměřených na analýzu jednotlivých nanočástic nebo molekul. V našich laboratořích využíváme optickou mikroskopii, laserovou spektroskopii, kvantovou optiku, optiku blízkého pole a plazmoniku a kombinujeme měřící technologie s moderními chemickými a bioanalytickými metodami a biotechnologiemi.

### Laboratoř Státního etalonu času a frekvence
Laboratoř zajišťuje provoz Státního etalonu času a frekvence, tj. vytváří fyzickou aproximaci jednotky času, sekundy, a realizuje národní časovou stupnici UTC(TP), která se podílí na vytváření světového koordinovaného času UTC ve spolupráci s Mezinárodním úřadem pro váhy a míry (BIPM). Laboratoř zajišťuje metrologickou návaznost na Státní etalon a poskytuje služby (kalibrace, expertní činnost) na nejvyšší metrologické úrovni v ČR pro potřeby průmyslu a dalších subjektů, např. kalibračních laboratoří.